# Bürgle (Gundremmingen)

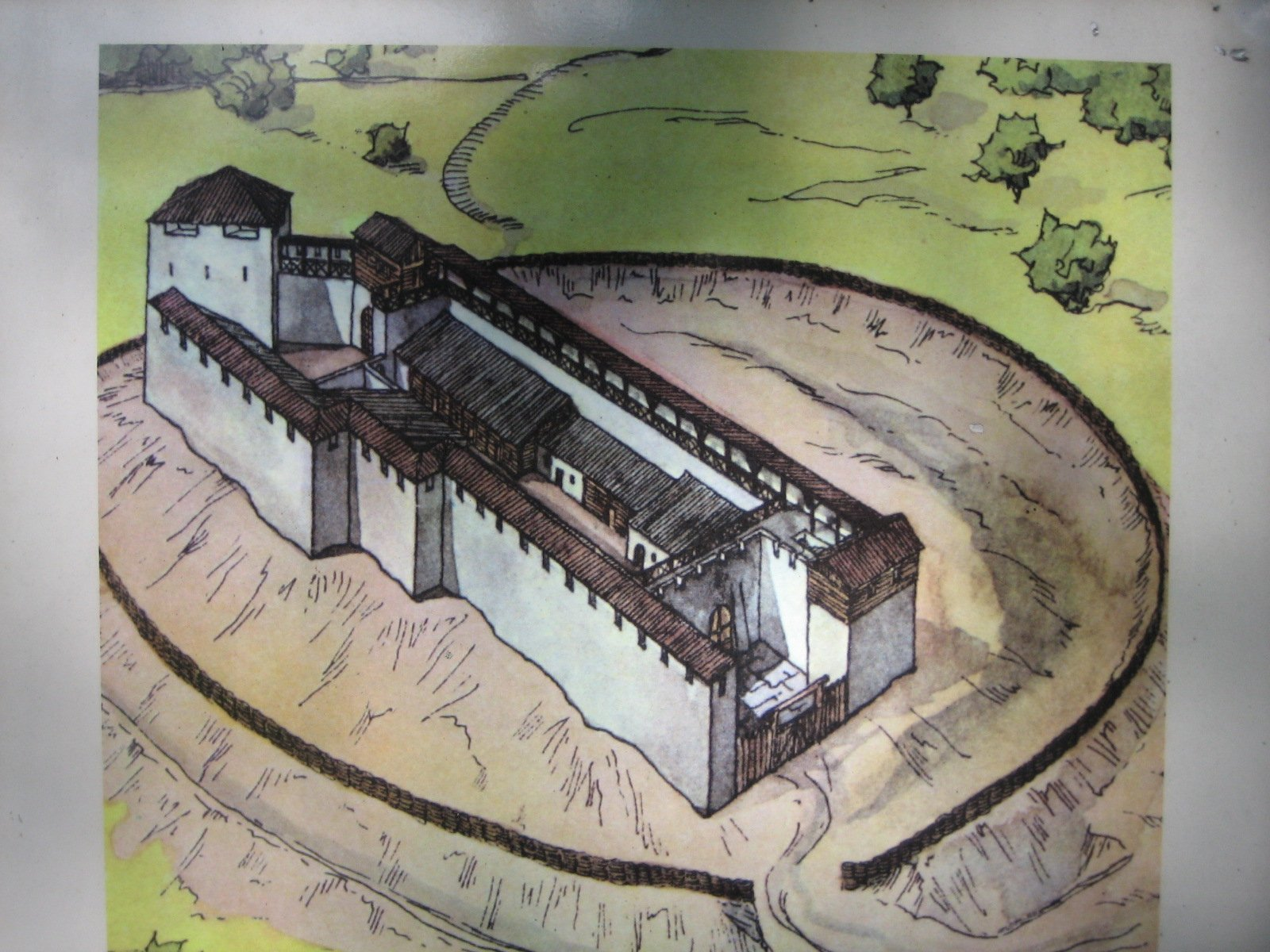
Vermutliches Aussehen des Bauwerks

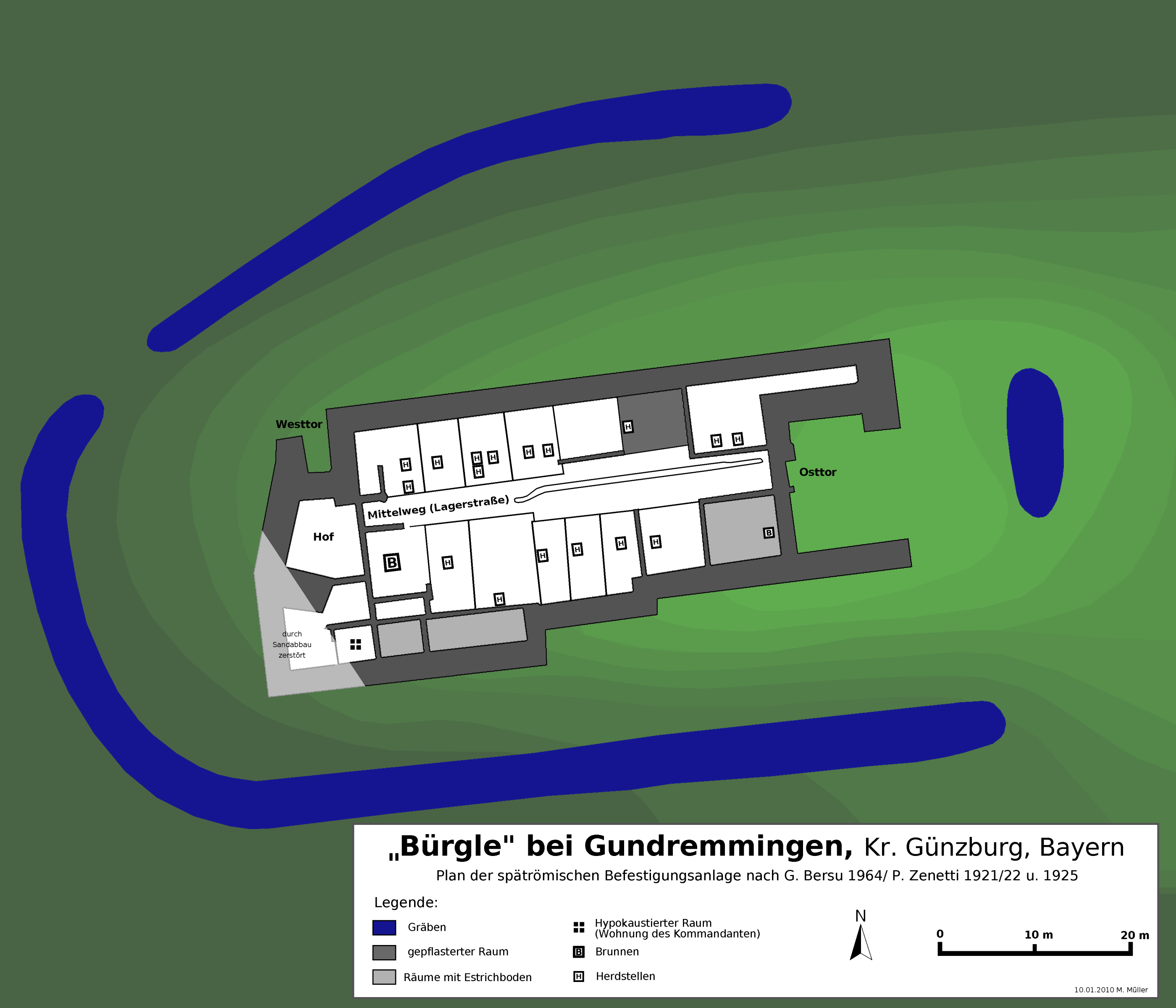
Lageplan nach Gerhard Bersu/P. Zenetti.

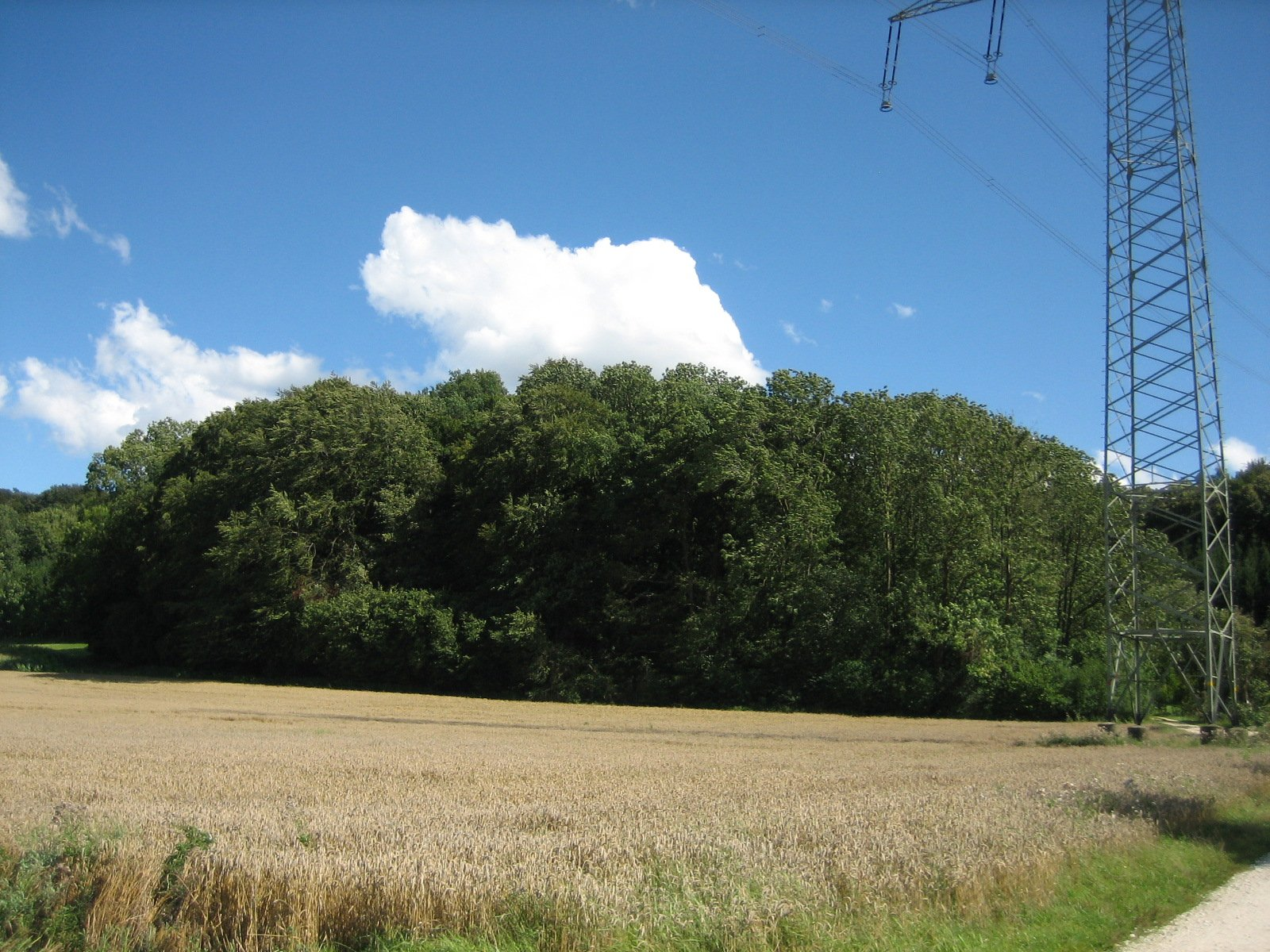
Heutige Situation, Ansicht von Nordwesten.

Das Bürgle bei Gundremmingen war ein spätantikes Kastell des römischen Donau-Iller-Rhein-Limes in der Provinz Raetia secunda im Gebiet des heutigen Gundremmingen im Landkreis Günzburg an der Donau.

## Lage und Geschichte
Zwischen den Orten Gundremmingen und Aislingen befindet sich eine Böschung, die eine tertiäre Hochebene vom sumpfigen Donauried trennt und teilweise einen Höhenunterschied gegenüber der Donau von 70 m aufweist. An der Flur „Aschberg“ entspringt ein Bach, der sich in die Böschung einschnitt und eine längliche Kuppe hinterließ, die man im Volksmund das Bürgle nannte. An der Nordseite des Bürgle treten Quellen aus, die bewirkten, dass die umgebende Ebene sumpfig war. Somit war eine Annäherung nur über einen Bergrücken von Osten möglich.
Die Kuppe lag in römischer Zeit 700 m südwestlich des zeitlich früheren Vicus (Siedlung) am Aschberg und 500 m abseits der römischen Donau-Südstraße. Sie fällt an allen Seiten bis zu zehn Meter ab, der Rücken schließt eine Fläche von 60 × 25 m ein.
Die Identifikation der kleinen Anlage mit einem in der Notitia dignitatum genannten Kastell ist nicht vollständig gesichert. Es wird angenommen, dass sich der Name des nördlich der Donau gelegenen Faimingen (Phoebiana) auf das Bürgle übertragen hat.
Als Besatzung ist damit die cohors V Valeria Frygum schriftlich belegt. Gegenüber den Kohorten der mittleren Kaiserzeit dürfte die Einheit aber eine wesentlich geringere Sollstärke besessen haben. Selbst Überlegungen einer Kastellbesatzung von 150 Mann dürften zu hoch gegriffen sein. Durch Funde von Pferdegeschirr, Trachtbestandteilen und Keramik werden germanische Foederaten als Besatzung fassbar. Spinnwirtel und Webgewichte legen zumindest die zeitweilige Anwesenheit von Frauen nahe.
Die Auswertung der Fundmünzen belegt eine Konstruktionszeit gegen Ende des 3. nachchristlichen Jahrhunderts.
Das Bürgle wurde im späten 4. Jahrhundert durch eine Brandkatastrophe zerstört. Anscheinend wurden kurz zuvor die Gräben wieder instand gesetzt, was einen Zusammenhang mit kriegerischen Auseinandersetzungen nahelegt. Die Münzreihe endet abrupt mit acht recht prägefrischen Stücken, die zwischen 378 und 383 n. Chr. unter Gratian, Valentinian II. und Theodosius I. in Aquileia geprägt worden sind.

## Erforschung
Die Entdeckung der spätantiken Befestigung gelang Paul Reinecke zu Beginn der 1920er Jahre. Nachdem daraufhin von der Römisch-Germanischen Kommission Gelder zur Verfügung gestellt wurden, unternahm der Vorsitzende des zuständigen historischen Vereins, Hochschulprofessor Paul Zenetti aus Dillingen, Ausgrabungen in den Jahren 1921/22 und 1925. Die Ergebnisse wurden jedoch erst nach dem Zweiten Weltkrieg durch Gerhard Bersu 1964 publiziert.
Leider ist der Westteil des Bürgle durch Sandabbau in der Neuzeit verloren, wie auch sämtliche Steine zur Wiederverwertung herausgebrochen waren. Dennoch gelang es Bersu und Zenetti, den Grundriss fast vollständig zu rekonstruieren.

## Anlage
Der Plan der Ausgrabungen zeigt ein langgezogenes rechteckiges Lager mit hervorspringenden Türmen im Nordosten und im Westen. Die Größe beträgt 28 × 65 m bei einer ummauerten Innenfläche von 0,16 ha. Die etwa drei Meter breite Außenmauer war zum Teil mit Spolien mittelkaiserzeitlicher Steindenkmäler fundamentiert, die aus Faimingen stammen. Das Haupttor befand sich im Osten. Von dort führte die Lagerstraße entlang der Längsachse durch das Lager und endete im Westen in einem kleinen Innenhof. Dieser wurde vermutlich von einem großen, turmartigen Bauwerk dominiert. Daran anschließend wird eine kleinere Schlupfpforte im Nordwesten angenommen.
Der Fuß der Kuppe war von einem bis zu vier Meter breiten Graben umgeben, der teils als Spitz-, teils als Sohlgraben ausgeführt war.

## Innenbebauung
Entlang der drei bis vier Meter breiten Lagerstraße befanden sich beidseitig Mannschaftsunterkünfte, die in Holz- oder Fachwerkbauweise errichtet waren. Darin wurden 18 Herdstellen nachgewiesen. Etwas komfortabler war lediglich der vermutliche Wohntrakt des Kommandanten im Westen ausgeführt. Er besaß einen Raum mit Hypokaustheizung sowie daran anschließend mehrere Räume mit Estrichfußboden (opus signinum).

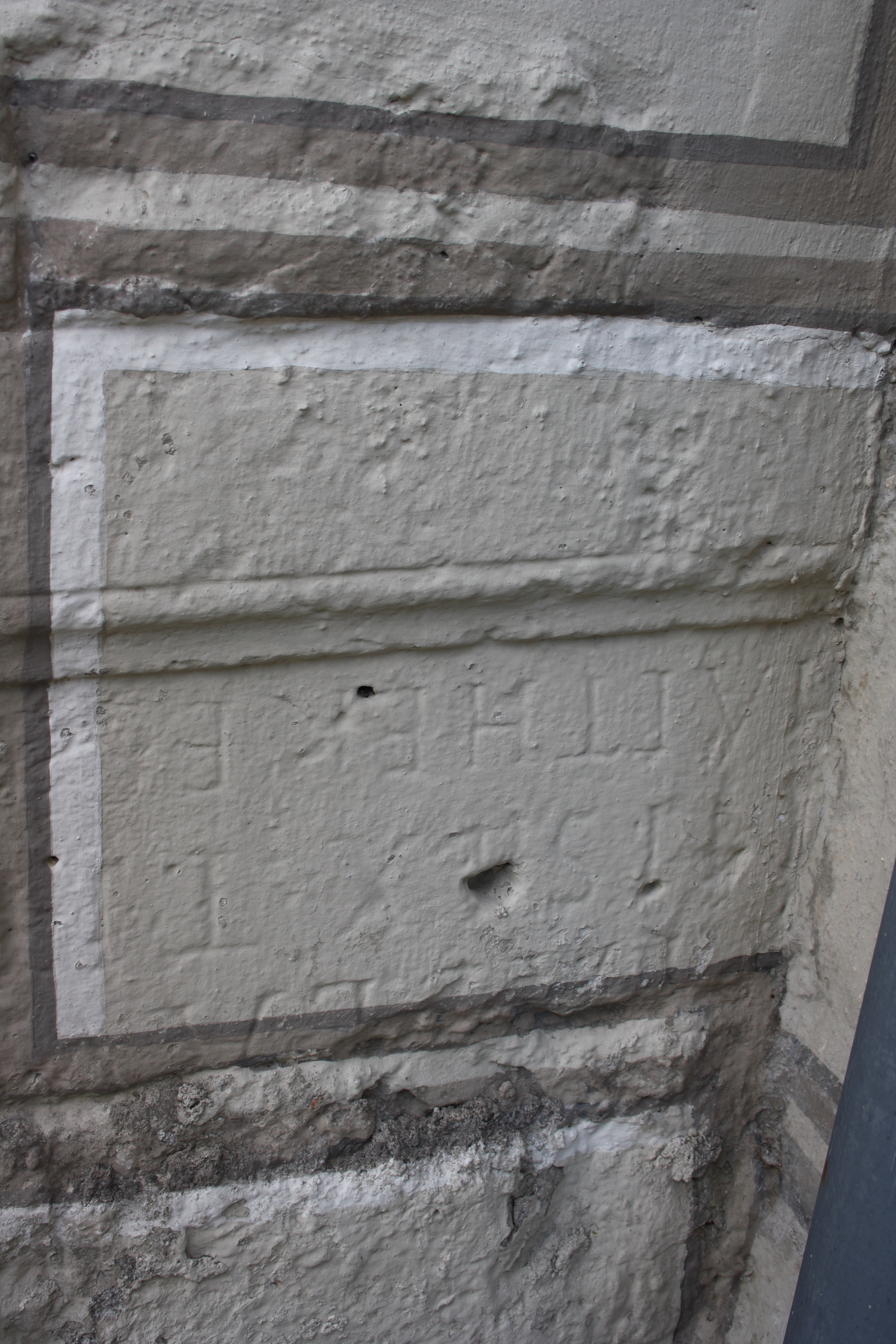
Über dem Turmfundament der Kirche St. Martin in Gundremmingen auf dem Kopf stehend eingemauertes Bruchstück eines römischen Inschriftensteins vom Kastell Bürgle

## Denkmalschutz
Das Kastell ist ein eingetragenes Bodendenkmal im Sinne des Bayerischen Denkmalschutzgesetzes (BayDSchG). Nachforschungen und gezieltes Sammeln von Funden sind erlaubnispflichtig, Zufallsfunde sind den Denkmalbehörden anzuzeigen.